# Српски потпорни фонд
Српски потпорни фонд (СПФ) (енгл. The Serbian Relief Fund, 1914–1921) био је приватно и независно хуманитарно друштво, које је  требало да пружи материјалну, медицинску, организациону и другу помоћ становништву Србије у време Првог светског рата и у послератном периоду.
СПФ основан је у Лондону, 23. септембра 1914, од стране пријатеља и симпатизера српског народа у Уједињеном Краљевству. Активности фонда одвијале су се уз помоћ добровољних прилога народа Велике Британије и земаља британског Комонвелта (Канаде, Аустралије, Новог Зеланда, Индије, Јужне Африке и других).
Седмогодишњи рад СПФ, од 1914. до 1921. године, одвијао се уз помоћ донација у новцу од 790.000 фунти стерлинга и санитетског и другог материјала у вредности од 250.000 фунти стерлинга.
Све време постојања фонд је радио под покровитељством Њ. В. Краљице Уједињеног Краљевства  енгл. (Her Majesty the Queen), на челу са почасним председником Епископом Лондона (енгл. The Lord Bishop of London), председавајућим – господином Бертрам Кристијаном, секретаром Ситон Вотсоном (енгл. Robert William Seton Watson) и благајником сер Едвардом Бојлом (енгл. Sir Edward Boyle).

## Добротвори који су помогли оснивања СПФ
Оснивање Српског потпорног фонда подржале су многобројне угледне личности из тог историјског период: 
Чланови Енглеске владе и парламента
Сер Валентин Чирол (Sir Valentine Chirol, 1852–1929 ), члан парламента и министар финансија у британској влади, Хенри Викам Стид (Henry Wikham Steed, 1871–1956),  А. Х. Е. Тејлор (A. H. E. Taylor), ВолтерХерингтон Кроферд–Прајс (Walter Harrington Crawfurd Price, 1881–1967), сер Едмунд Џон Монсон (Sir Edmund John Monson, 1883–1969), 
Угледни новинари и публицисти
Сер Артур Џон Еванс (Sir Arthur John Evans,1851–1941), Бертрам Кристијан (Bertram D. Christian, ?–1953), Роберт Вилијам Ситон Вотсон (Robert William Seton Watson, 1879–1951), Дејвид Лојд Џорџ (David LloydGeorge, 1863–1945)  новинар, пуб-лициста, дописник Тајмса, 
Универзитетски професори на Оксфорду
Сер Чарлс Вилијам Чедвик Оман (Sir Charles William ChadwickOman, 1860–1946), Џорџ Маколи Треве-лијан (George Macaulay Trevelyan, 1876–1962), 
Универзитетски професори на Кембриџу
Леди Бојл (Lady Constance Jane Knight Boyle) и њен син сер Едвард Бојл (Sir Edward Boyle, 2nd Baronet, 1878–1945), Ноел Едвард Ноел-Бакстон (Noel Edward Noel-Buxton, 1869–1948), члан парламента, ВолтерХерингтон Кроферд–Прајс (Walter Harrington Crawfurd Price, 1881–1967),сер Едмунд Џон Монсон (Sir Edmund John Monson, 1883–1969), 
Дипломате
Харолд Темперли (Harold William Vazeille Temperley, 1879–1939), члан Балканског комитета. 
Остали активисти
Активности СПФ подржало је и преко 700 чланова, од којих је велики број провео неколико године у добровољном раду у Србији, током и после Великог рата. Међу овим члановима треба истаћи: Lady Paget, Lady Cowdray, Dr James Berry, Dr Franses May Dickinson Berry, Mrs Mabel Dunlop Grouich, Mrs Elizabeth Christitch, Miss Annie ChristitchLady Boyle, Sir Edward Boyle, Mrs Seton Watson, Lady Cowdray, Lady Grogan,3 Mrs Mabel Dunlop Grouich, Mrs Elizabeth Christitch, Miss Annie Christitch...

## Активности
Активности СПФ за време Великог рата и по ослобођењу Србије, мењале су се у зависно од тренутних потреба у Краљевини Србији, чији су циљеви били:
1. Оснивање првих хируршких болница у сарадњи са Болницама шкотских жена, које су својом мисијом помогле српски народ у Краљевини Србији, али и пратиле српску војску на свим фронтовима: у Србији, на Солунском фронту, Корзици, у Француској, Бизерти (Африка), Алжиру, на руском фронту и у Добруџи.
2. Подршка у раду Српског Црвеног крста у Србији и избеглиштву.
3. Упућивање медицинских екипа за лечење инфективних болести у време велике епидемије пегавог тифуса,
4. Материјалној помоћ у окупираној Краљевини Србији, у повлачењу, евакуацији,  и искрцавану, и смештају избеглица. СПФ помагао је српску војску и народ у Србији, у повлачењу, током њиховог привременог боравка у Скадру, Драчу, на Крфу, у Солуну, Битољу и Француској.
5. Заштити ратних заробљеника и интернираних цивила у логорима,
6. Обнављању ослобођене и ратним разараљима разрушене Краљевине Србије.